# Abbazia di Santa Maria di Pulsano
L'abbazia di Santa Maria di Pulsano è un complesso monastico situato sul Gargano. I suoi eremi sono luogo del cuore FAI. L'8 settembre ricorre la festività della Madonna di Pulsano: i fedeli partono da Monte Sant'Angelo e raggiungono l'abbazia sul dorso di muli. Il monastero ha anche una foresteria per ospitare un numero limitato di pellegrini per brevi periodi di ritiro.

## Storia
Edificata nel 591, sui resti di un antico tempio oracolare pagano dedicato a Calcante, fu affidata ai monaci dell'ordine di Sant'Equizio abate. Poco note sono le vicende storiche fino al XII secolo quando, nel 1129, l'intervento di san Giovanni da Matera e della sua Congregazione Pulsanense la fece risorgere dal grave stato di abbandono in cui versava, fondando l'ordine monastico autonomo dei poveri eremiti pulsanesi.
Nel 1177 fu ultimata la costruzione della chiesa abbaziale dedicata alla Santa Madre di Dio, il cui altare, sotto il quale furono poste le spoglie di san Giovanni da Matera, abate morto nel 1139, fu consacrato dal papa Alessandro III in pellegrinaggio sul Gargano. Al termine del XIV secolo, durante il pontificato del papa Martino V,  l'Ordine Pulsanense si estinse e i superstiti passarono all'Ordine benedettino, rinunciando alla regola di San Giovanni abate.
Nel XV secolo furono i celestini a prendersi cura dell'abbazia, tutelandola dalle pretese dei signori locali, L'abbazia fu comunque affidata ad un cardinale commendatario che l'amministrava da Roma. Tra i celestini è da ricordare il monaco garganico Ludovico Giordani che da abate costruì due altari laterali nella chiesa abbaziale di Pulsano, oggi distrutti, e il monastero dei Celestini in Manfredonia. Il violento terremoto del Gargano del 1646 travolse l'archivio e la biblioteca. 
In seguito furono i Celestini di Manfredonia a reggere Santa Maria di Pulsano sino all'emanazione del codice napoleonico del 1806. Giuseppe Bonaparte soppresse definitivamente la presenza di un ordine monastico e autorizzò gli affittuari dei beni a ritenere in enfiteusi i pagamenti. Nel 1842 il sacerdote montanaro Nicola Bisceglia riceve ufficialmente in enfiteusi dal Demanio il complesso del protomonastero pulsanense per “sottrarlo all'abbandono e agli atti vandalici dei pastori e pecorai”, ad eccezione della chiesa soggetta alla giurisdizione dell'Ordine diocesano. Nel 1966 è stata trafugata la pregevole e venerata icona della Madre di Dio di Pulsano, non ancora ritrovata, opera di quella scuola bizantino – italiana, detta dei “Ritardatari”, fiorita in Puglia nel XII e nel XIII secolo.

### Gli eremi
L'abbazia è circondata da vari eremi i quali venivano utilizzati come abitazione. Spesso per accedere a questi gli eremiti erano costretti ad utilizzare corde o scale.

### La riapertura
Dal 1991 si è costituito il Movimento "Cristiani Pro Pulsano" associazione di volontariato formata da cittadini che si prefigge di mantenere viva la memoria storica dell'antica Abbazia di Pulsano.
Finalmente nel 1997, grazie anche all'interessamento dell'arcivescovo Vincenzo D'Addario, la chiesa abbaziale è stata riaperta al culto pubblico e vi è stata fondata la comunità monastica di Pulsano, di diritto diocesano, birituale: latina e bizantina. Oggi, grazie anche al contributo e alla concreta collaborazione di numerosi cittadini, presenta una comunità attiva ed attenta alle esigenze spirituali del nostro tempo.

### Luogo del cuore FAI 2010
Gli Eremi di Pulsano, nel 2010, sono stati eletti Luogo del cuore FAI con 34.118 segnalazioni.